# 丹尼尔·埃本约
丹尼尔·埃本约（Daniel Ebenyo，1995年9月18日—），肯尼亚男子田径运动员，2022年非洲田径锦标赛男子5000米银牌得主、2022年英联邦运动会男子10000米银牌得主、2023年世界田径锦标赛男子10000米银牌得主。